# Selliguea taiwanensis
Selliguea taiwanensis är en stensöteväxtart som först beskrevs av Tag., och fick sitt nu gällande namn av Hiroyoshi Ohashi och K.Ohashi. Selliguea taiwanensis ingår i släktet Selliguea och familjen Polypodiaceae. Inga underarter finns listade.